# Hypocaccus ainu
Hypocaccus ainu är en skalbaggsart som beskrevs av Lewis 1899. Hypocaccus ainu ingår i släktet Hypocaccus och familjen stumpbaggar. Inga underarter finns listade i Catalogue of Life.